# Grajevce
Grajevce je naselje u gradu Leskovcu, Jablanički upravni okrug, Srbija. Prema popisu iz 2022. godine u Grajevcu je živjelo 264 stanovnika.